# Alte Handelsbörse
La Alte Handelsbörse (letteralmente “vecchia borsa commerciale”) è un edificio della città tedesca di Lipsia, posto nel centro storico sulla piazza del Naschmarkt.
Fu costruita dal 1678 al 1687 in stile barocco su progetto di Johann Georg Starcke e Christian Richter per ospitare la borsa valori cittadina.
Bruciato durante la seconda guerra mondiale, l’edificio fu restaurato nel dopoguerra su progetto di W. Gruner e F. Herbst sotto la supervisione dell’Institut für Denkmalpflege (“istituto per la conservazione dei monumenti”) e da allora riutilizzato come spazio culturale.